# 利特爾印第安 (伊利諾伊州)
利特爾印第安（英語：Little Indian）是位於美國伊利諾伊州卡斯縣的一個非建制地區。該地的面積和人口皆未知。

## 地理
利特爾印第安的座標為39°53′15″N 90°12′04″W / 39.88750°N 90.20111°W，而該地的平均海拔高度為183米（即600英尺）。